# ヴィドゥキント

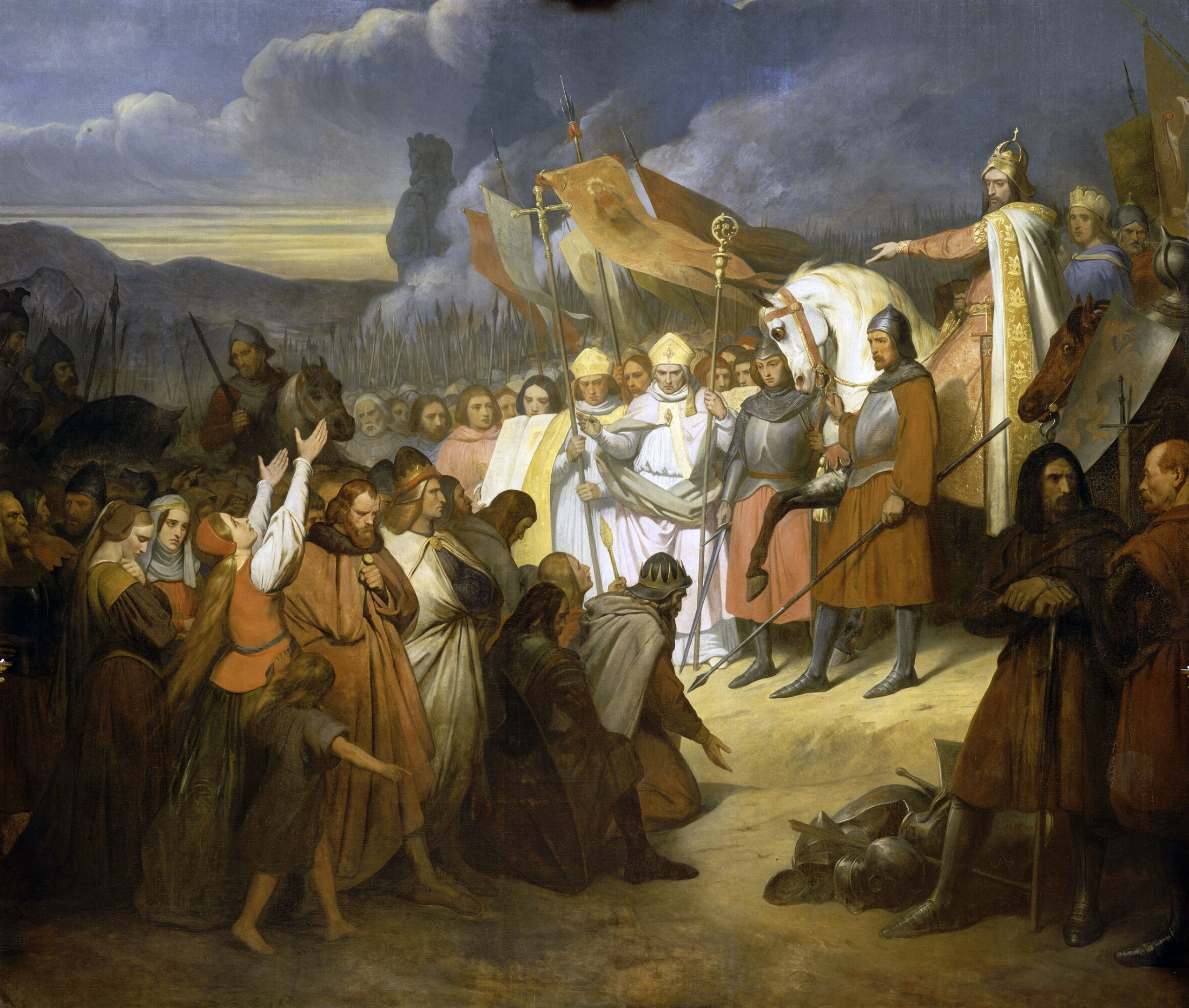
785年にパーダーボルンでヴィドゥキントの降伏を受け入れるカール大帝（アリ・シェフェール画、ヴェルサイユ宮殿）

ヴィドゥキント（Widukind/Wittekind, 730年頃 - 808年?）は、ザクセン人の首領者。ザクセン公。ヴェストファーレン貴族のリーダー。ザクセン戦争においてカール大帝に降伏し、ローマ教皇レオ3世に服してキリスト教に改宗した人物として知られている。ザクセン人の独立と屈服、異教に対するキリスト教の勝利を象徴する一種の伝説的な人物である。

## サクソン戦争とヴィドゥキント
772年、フランク王国のザクセンへの侵攻に端を発し、ザクセン戦争が始まった。ザクセンは抵抗の末に占領された。ヴィドゥキントが記録の上に登場するのは、777年にデンマークへ赴き、王の下へ身を寄せてフランクに対抗する会合を開いた、というフランク側の記述である。778年、カール1世（カール大帝）がスペインへの遠征に赴くと、ヴィドゥキントはザクセンへ戻り、部族を率いてフランクの領土に対して略奪を働いた。しかし、カールが帰還すると状況は一変し、ヴィドゥキントの部族は攻撃され、多くのザクセン人が処刑された。とりわけ、ヴェーザー川の支流アラー川の河畔で捕虜4500人が殺されたことを、カールのもとで活躍した僧アルクィンが記している。ヴィドゥキントは逃亡を繰り返さなければならなかった。カールはヴィドゥキントに、降伏してキリスト教に改宗するよう呼びかけた。785年、ヴィドゥキントは彼の部族とともに降伏し洗礼を受けた。これ以降、ヴィドゥキントはサクソン戦争に参加せず、修道院で隠遁生活を送ったとされる。

## ヴィドゥキントにまつわる伝承
ヴィドゥキントの改宗はキリスト教の勝利を象徴するものとされ、教会の絵画や彫刻などにその姿が盛んに描かれた。ヴィドゥキントは808年にヘルフォルトに近いエンガーに埋葬されたとされている。しかし、エンガーには9世紀のものらしき墓標は発見されておらず、この地に埋葬されたという伝承は疑わしい。
また、伝承によれば、ヴィドゥキントは洗礼前には黒い馬に乗り、その後は白い馬に乗ったとされている。ヘルフォルト郡の紋章はヴィドゥキントの黒い馬に由来し、ノルトライン＝ヴェストファーレン州、ニーダーザクセン州の州章はヴィドゥキントの白い馬に由来している。

## ヴィドゥキントの子孫
ヴィドゥキントの後裔とされるイメディング家のマティルデは、リウドルフィング家のザクセン公ハインリヒ1世と結婚した。リウドルフィング家はフランク王国内でも一定の力を持ち、ハインリヒ1世は後に王となりザクセン朝を開き、子のオットーは962年に初代の神聖ローマ帝国皇帝オットー1世となった。従って、オットー1世以降のザクセン朝の神聖ローマ皇帝はヴィドゥキントの子孫とされている。また、『ザクセン人の事績』を著したコルヴァイのヴィドゥキントもまた、ヴィドゥキントの後裔である可能性が指摘されている。